# روازی نادارشویلی
روازی نادارشویلی (به گرجی: რევაზ ნადარეიშვილი، متولد ۲۲ ژوئیهٔ ۱۹۹۱) کشتی‌گیر فرنگی‌کار تیم ملی گرجستان است.
از افتخارات وی می‌توان به کسب مدال برنز وزن ۹۸ کیلوگرم در مسابقات قهرمانی کشتی جهان ۲۰۱۷ اشاره کرد.

## المپیک ۲۰۱۶ ریو
نادارشویلی در سال ۲۰۱۶ میلادی در المپیک ۲۰۱۶ ریو در وزن ۹۸ کیلو حاضر بود که در کشتی اول به الیس گوری کشتی‌گیر بلغارستانی باخت و با توجه به شکست این کشتی‌گیر در دور بعد از دور رقابت‌ها کنار رفت.

## مسابقات قهرمانی کشتی جهان ۲۰۱۷
نادارشویلی در وزن ۹۸ کیلو مسابقات قهرمانی کشتی جهان ۲۰۱۷ پاریس حاضر بود که در دور اول و دوم آرتور عمروف از چک و گو هاک-بون از کره جنوبی را شکست داد اما در دور بعد از آرتور الکسانیان کشتی‌گیر ارمنستانی شکست خورد و با توجه به حضور این کشتی‌گیر در فینال، به دیدار شانس مجدد رفت. او در اولین مسابقه شانس مجدد سیدمصطفی صالحی‌زاده از ایران را شکست داد و به دیدار رده‌بندی راه یافت. وی در دیدار رده‌بندی رستم آساکالوف کشتی‌گیر ازبکستانی را شکست داد و مدال برنز وزن ۹۸ کیلوگرم را بدست آورد.